# Aristolochia cauliflora
Aristolochia cauliflora Ule – gatunek rośliny z rodziny kokornakowatych (Aristolochiaceae Juss.). Występuje naturalnie w Peru i Brazylii (w stanach Acre, Amazonas, Pará oraz Mato Grosso).

## Morfologia
PokrójPnącze o owłosionych pędach.
LiścieMają owalny lub prawie kulisty kształt. Mają 13,5–22 cm długości oraz 11–20 cm szerokości. Nasada liścia ma sercowaty kształt. Ze spiczastym wierzchołkiem. Ogonek liściowy jest owłosiony i ma długość 15 cm.
KwiatyZebrane w kwiatostanach. Mają żółtawą barwę i 10 cm długości.
OwoceTorebki o cylindrycznym kształcie.